# سانت لويس سيتي
نادي سانت لويس سيتي لكرة القدم (بالإنجليزية: St. Louis City Soccer Club)‏ هو فريق كرة قدم أمريكي من مدينة سانت لويس ويشارك في الدوري الأمريكي لكرة القدم.

## وصلات خارجية
- الموقع الرسمي (بالإنجليزية)